# Mistrzostwa Europy w Lekkoatletyce 2010 – rzut dyskiem mężczyzn
Rzut dyskiem mężczyzn – jedna z konkurencji rozegranych podczas lekkoatletycznych mistrzostw Europy na Estadi Olímpic Lluís Companys w Barcelonie.
W konkursie wystąpili dwaj reprezentanci Polski: Przemysław Czajkowski i wicemistrz olimpijski Piotr Małachowski.

## Terminarz
| Data       | Godzina                       |            |
| ---------- | ----------------------------- | ---------- |
| 31 lipca   | Grupa A: 10:10 Grupa B: 11:40 | Eliminacje |
| 1 sierpnia | 19:45                         | Finał      |

## Rezultaty

### Eliminacje
Sportowcy w rundzie eliminacyjnej zostali podzieleni na 2 grupy (A i B). Aby dostać się do finału, w którym wystartowało 12 zawodników, należało posłać dysk co najmniej 63,50 m. W przypadku gdyby rezultat ten osiągnęła mniejsza liczba dyskoboli kryterium awansu były najlepsze wyniki uzyskane przez startujących (q). Podobna sytuacja miałaby miejsce gdyby żaden ze startujących nie uzyskał wyznaczonego minimum.
| Poz. | Grupa | Zawodnik              | Reprezentacja | #1    | #2    | #3    | Rezultat | Uwagi |
| ---- | ----- | --------------------- | ------------- | ----- | ----- | ----- | -------- | ----- |
| 1    | A     | Robert Harting        | Niemcy        | 63.17 | 66.93 |       | 66.93    | Q     |
| 2    | A     | Gerd Kanter           | Estonia       | 65.43 |       |       | 65.43    | Q     |
| 3    | B     | Mario Pestano         | Hiszpania     | 62.47 | 64.95 |       | 64.95    | Q     |
| 4    | A     | Róbert Fazekas        | Węgry         | 64.30 |       |       | 64.30    | Q     |
| 5    | A     | Märt Israel           | Estonia       | 63.27 | 63.99 |       | 63.99    | Q     |
| 6    | A     | Virgilijus Alekna     | Litwa         | 61.08 | x     | 63.93 | 63.93    | Q     |
| 7    | B     | Piotr Małachowski     | Polska        | 63.69 |       |       | 63.69    | Q     |
| 8    | A     | Frank Casañas         | Hiszpania     | 63.61 |       |       | 63.61    | Q     |
| 9    | B     | Martin Wierig         | Niemcy        | x     | 58.64 | 62.57 | 62.57    | q     |
| 10   | A     | Sergiu Ursu           | Rumunia       | x     | 61.11 | 62.43 | 62.43    | q     |
| 11   | B     | Martin Marić          | Chorwacja     | 61.26 | 62.27 | x     | 62.27    | q     |
| 12   | B     | Erik Cadée            | Holandia      | 61.86 | x     | 61.97 | 61.97    | q     |
| 13   | A     | Przemysław Czajkowski | Polska        | 59.36 | 60.87 | 61.97 | 61.97    |       |
| 14   | B     | Roland Varga          | Chorwacja     | 60.53 | 61.11 | 61.55 | 61.55    |       |
| 15   | B     | Gerhard Mayer         | Austria       | 59.88 | 59.31 | 60.76 | 60.76    |       |
| 16   | A     | Bogdan Piszczalnikow  | Rosja         | 55.89 | 57.42 | 60.69 | 60.69    |       |
| 17   | A     | Apostolos Parelis     | Cypr          | x     | 58.09 | 60.57 | 60.57    | SB    |
| 18   | B     | Aleksander Tammert    | Estonia       | 60.07 | 59.38 | 58.98 | 60.07    |       |
| 19   | B     | Frantz Kruger         | Finlandia     | 59.55 | x     | x     | 59.55    |       |
| 20   | B     | Zoltán Kővágó         | Węgry         | x     | x     | 59.04 | 59.04    |       |
| 21   | A     | Niklas Arrhenius      | Szwecja       | 60.25 | 57.30 | 58.98 | 60.25    |       |
| 22   | A     | Mikko Kyyrö           | Finlandia     | 58.02 | 58.96 | x     | 58.96    |       |
| 23   | B     | Jan Marcell           | Czechy        | x     | 58.95 | 57.73 | 58.95    |       |
| 24   | B     | Markus Münch          | Niemcy        | 58.81 | 58.25 | x     | 58.81    |       |
| 25   | B     | Mihai Grasu           | Rumunia       | 57.61 | x     | 58.55 | 58.55    |       |
| 26   | B     | Dzmitry Siwakou       | Białoruś      | 57.42 | 58.53 | x     | 58.53    |       |
| 27   | A     | Gaute Myklebust       | Norwegia      | 55.60 | x     | 58.39 | 58.39    |       |
| 28   | A     | Iwan Hryszyn          | Ukraina       | 57.90 | 58.36 | 58.61 | 58.36    |       |
| 29   | B     | Aleksas Abromavičius  | Litwa         | 58.05 | x     | x     | 58.05    |       |
| 30   | A     | Marin Premeru         | Chorwacja     | x     | 57.85 | 58.03 | 58.03    |       |
| 31   | B     | Ołeksij Semenow       | Ukraina       | x     | x     | 56.42 | 56.42    |       |
| 32   | A     | Libor Malina          | Czechy        | 53.64 | x     | x     | 53.64    |       |

### Finał
| Poz. | Zawodnik          | Reprezentacja | #1    | #2    | #3    | #4    | #5    | #6    | Wynik | Uwagi |
| ---- | ----------------- | ------------- | ----- | ----- | ----- | ----- | ----- | ----- | ----- | ----- |
|      | Piotr Małachowski | Polska        | 65.84 | 68.87 | x     | 64.06 | x     | 64.37 | 68.87 | CR    |
|      | Robert Harting    | Niemcy        | 68.33 | 66.46 | 68.47 | 66.35 | 66.86 | 68.34 | 68.47 |       |
|      | Róbert Fazekas    | Węgry         | 64.84 | 64.85 | 66.43 | x     | 64.65 | 66.15 | 66.43 | SB    |
| 4    | Gerd Kanter       | Estonia       | 63.17 | 64.57 | 65.38 | 63.85 | 65.44 | 66.20 | 66.20 |       |
| 5    | Virgilijus Alekna | Litwa         | 62.05 | 63.59 | 63.19 | 63.15 | 64.64 | 63.56 | 64.64 |       |
| 6    | Mario Pestano     | Hiszpania     | 64.41 | 61.02 | 64.51 | 63.98 | 63.38 | 62.57 | 64.51 |       |
| 7    | Martin Wierig     | Niemcy        | 60.96 | 63.32 | x     | 63.24 | x     | 61.91 | 63.32 |       |
| 8    | Sergiu Ursu       | Rumunia       | 60.73 | 61.36 | 63.11 | x     | 61.90 | 62.11 | 63.11 |       |
| 9    | Märt Israel       | Estonia       | x     | 62.59 | x     |       |       |       | 62.59 |       |
| 10   | Martin Marić      | Chorwacja     | 61.52 | x     | 62.53 |       |       |       | 62.53 |       |
| 11   | Frank Casañas     | Hiszpania     | x     | 62.15 | x     |       |       |       | 62.15 |       |
| –    | Erik Cadée        | Holandia      | x     | x     | x     |       |       |       | NM    |       |